# أليكس دي سوزا
اسمه الكامل أليكساندرو دي سوزا (بالبرتغالية: Alexsandro de Souza) واسم الشهرة هو أليكس (بالبرتغالية: Alex) وهو لاعب كرة قدم برازيلي سابق في مركز الوسط المهاجم ولد في يوم 14 سبتمبر 1977 في مدينة كوريتيبا في البرازيل، لعب مع أندية كوريتيبا ونادي بالميراس ونادي فلامينغو ونادي كروزيرو في البرازيل ومع نادي بارما في إيطاليا ومع نادي فنربخشة في تركيا الذي لعب معه من 2004 إلى 2012 بلغ عدد أهدافه مع الأندية 225 في 549 مباراة منها 136 هدف مع فنربخشة في 245 مباراة لعبها مع النادي ولعب أيضاً مع منتخب البرازيل لكرة القدم في 48 مباراة دولية وسجل 14 هدف كما لعب مع منتخب البرازيل لكرة القدم تحت 23 سنة ويبلغ طوله 173 سم.

## روابط خارجية
- أليكساندرو دي سوزا على موقع الاتحاد الدولي (مؤرشف)  (الإنجليزية)
- أليكساندرو دي سوزا على موقع الاتحاد الأوربي (الإنجليزية)
- أليكساندرو دي سوزا على موقع اتحاد تركيا (لاعب) (الإنجليزية)
- أليكساندرو دي سوزا على موقع قاعدة بيانات كرة القدم.إي يو (الإنجليزية)
- أليكساندرو دي سوزا على موقع ليكيب (الفرنسية)
- أليكساندرو دي سوزا على موقع ناشيونال فوتبول تيمز (الإنجليزية)
- أليكساندرو دي سوزا على موقع Soccerway.com (الإنجليزية)
- أليكساندرو دي سوزا على موقع عالم كرة القدم.نت (الإنجليزية)
- أليكساندرو دي سوزا على موقع أوليمبيديا (الإنجليزية)